# 윤준하
윤준하(尹俊河, 1987년 1월 4일~)는 대한민국의 전 축구 선수이다. 강원 FC의 창단 1호골의 주인공이기도 하다.

## 선수 경력
수원고등학교, 대구대학교를 거쳐 K 리그 드래프트를 거쳐 2009년 강원 FC의 창단 멤버로 입단했다. 2009 시즌 개막전이자 강원 FC의 창단 후 첫 공식 경기인 제주 유나이티드 FC와의 경기에 출전하여 강원의 팀 역사상 첫 골을 성공시켜 개막전 승리를 이끌었다. 이후 김영후와 함께 강원의 공격을 이끌었으며 2012년 자유 계약 신분으로 인천 유나이티드로 이적하였고 시즌 종료 후 방출, 대전 시티즌에 입단하였다.
2015년 안산 경찰청에서의 군 복무를 마치고 원 소속팀 대전으로 복귀하였다.

## 클럽 통계
2009년 8월 30일 기준
| 클럽     | 클럽            | 클럽     | 리그 | 리그 | 컵            | 컵            | 리그컵 | 리그컵 | 총계 | 총계 |
| 시즌     | 클럽            | 리그     | 출장 | 득점 | 출장          | 득점          | 출장   | 득점   | 출장 | 득점 |
| 대한민국 | 대한민국        | 대한민국 | 리그 | 리그 | 대한민국 FA컵 | 대한민국 FA컵 | 리그컵 | 리그컵 | 합계 | 합계 |
| -------- | --------------- | -------- | ---- | ---- | ------------- | ------------- | ------ | ------ | ---- | ---- |
| 2009     | 강원 FC         | K리그    | 28   | 7    | 2             | 0             | 2      | 0      | 32   | 7    |
| 2010     | 강원 FC         | K리그    | 14   | 0    |               |               | 3      | 0      | 17   | 0    |
| 2011     | 강원 FC         | K리그    | 26   | 1    |               |               | 4      | 0      | 30   | 1    |
| 2012     | 인천 유나이티드 | K리그    | 3    | 0    | 0             | 0             | -      | -      | 3    | 0    |
| 총 계    | 총 계           | 총 계    | 71   | 7    | 2             | 0             | 9      | 0      | 82   | 7    |

## 수상

### 팀
대구대학교
- 전국춘계대학축구연맹전 준우승 1회 (2005)